# Франке, Йенс
Йенс Франке (родился 29 июня 1964 года) — немецкий математик. Возглавляет Центр Математики Боннского университета с 1992 года. Его исследования покрывают различные задачи теории чисел, алгебраической геометрии и анализа на локально симметричных пространствах.

## Биография
Франке посещал Йенский университет имени Фридриха Шиллера, где защитил диссертацию в 1986 году.
В последние годы Франке работал над реализацией алгоритма общего метода решета числового поля.
В мае 2007 года Франке со своим коллегой Торстеном Клейнжунгом объявил о факторизации M1039 (см. также Числа Мерсенна).

## Награды
- Премия Европейского математического общества (1992)
- Обервольфахская премия (1993)